# 平手小太郎
平手 小太郎（ひらて こたろう）は、日本の工学者。専門は、建築環境学。工学博士（東京大学・課程博士・1984年）。東京大学名誉教授。

## 略歴
- 1973年03月 (昭和48年) ：兵庫県立神戸高等学校卒業
- 1974年04月 (昭和49年) ：東京大学教養学部理科I類入学
- 1978年03月 (昭和53年) ：東京大学工学部建築学科卒業
- 1978年04月 (昭和53年) ：東京大学大学院工学系研究科建築学専門課程修士課程入学
- 1980年03月 (昭和55年) ：東京大学大学院工学系研究科建築学専門課程修士課程修了
- 1980年04月 (昭和55年) ：東京大学大学院工学系研究科建築学専門課程博士課程進学
- 1983年06月 (昭和58年) ：東京大学大学院工学系研究科建築学専門課程博士課程単位取得退学
- 1984年03月 (昭和59年) ：東京大学大学院工学系研究科建築学専門課程博士課程修了
- 1984年03月 (昭和59年) ：学位取得（東京大学・工学博士）
- 1983年07月 (昭和58年) ：東京大学工学部・助手（建築学科）
- 1990年04月 (平成02年) ：東京大学工学部・助教授（建築学科）
- 1995年04月 (平成07年) ：東京大学大学院工学系研究科・助教授（建築学専攻）
- 1995年04月 (平成07年) ：東京大学工学部兼担
- 2007年04月 (平成19年) ：東京大学大学院工学系研究科・准教授（建築学専攻）
- 2007年11月 (平成19年) ：東京大学大学院工学系研究科・教授（建築学専攻）
- 2020年3月（令和2年） ： 東京大学退職[2]、東京大学名誉教授[1]

## 著作
- 平手小太郎『建築光環境・視環境』(株)数理工学社, 2011[2]

- 平手小太郎(共編著)『照明環境規準・同解説(日本建築学会環境基準 AIJES-L002-2016)』 (一社)日本建築学会，2016[2]